# Oosterpark (Ridderkerk)
Het Oosterpark is een natuurpark in de wijk Drievliet in de Nederlandse plaats Ridderkerk.
Het 64 hectare grote park is ongeveer twee kilometer lang en 300 meter breed en werd in twee gedeelten aangelegd. In 1975 werd het deel ten westen van de kinderboerderij aangelegd. Dit werd ingericht als landschapspark. Vanaf 1982 volgde het deel ten oosten van de kinderboerderij. Dit oostelijk deel was aanvankelijk minder afwisselend en omvatte veel rechthoekige en eenvormige percelen en rechte dreven. De aangeplante bomen zijn voornamelijk inheemse soorten.
In het park vindt men enkele plassen die door ontgraving ontstaan zijn. Deze dienen tevens voor waterberging en ook is er een zwemvijver.
Er zijn enkele recreatievoorzieningen, zoals een speeltuin en een pannenkoekenrestaurant. Verder zijn er enkele sportvelden.